# برايان ديفيز
برايان ديفيز (بالإنجليزية: Brian Davies)‏ هو لاعب دوري الرغبي أسترالي، ولد في 16 مايو 1930 في بريزبان في أستراليا، وتوفي في 14 نوفمبر 2012.